# ریکاردو گاسکون
ریکاردو گاسکون (اسپانیایی: Ricardo Gascón‎؛ ۱۰ مارس ۱۹۱۰ – ۱۹۸۸) فیلم‌نامه‌نویس و کارگردان فیلم اهل اسپانیا بود.
از فیلم‌ها یا مجموعه‌های تلویزیونی که وی در آن‌ها نقش داشته است، می‌توان به وقتی فرشتگان می‌خوابند اشاره نمود.